# Ungarische Badminton-Mannschaftsmeisterschaft 1980
Die Ungarische Badminton-Mannschaftsmeisterschaft 1980 war die zwölfte Auflage dieser Veranstaltung. Es wurde ein Wettbewerb für gemischte Mannschaften ausgetragen. Meister wurde das Team von Honvéd Kilián FSE.

## Endstand
| Platz | Mannschaft |
| ----- | --- |
| 1.    | Honvéd Kilián FSE (István Englert, József Papp, Károly Kazinczy, Erzsébet Németh, Éva Pozsik, Emőke Szilassy, Éva Molnár) |
| 2.    | Honvéd Zrínyi SE |
| 3.    | Nyíregyházi VSSC |
| 4.    | Zsombó SK |
| 5.    | MAFC |
| 6.    | BÁV SE |